# Utaperla orientalis
Utaperla orientalis är en bäcksländeart som beskrevs av Nelson, C.H. och Paul E. Hanson 1969. Utaperla orientalis ingår i släktet Utaperla och familjen blekbäcksländor. Inga underarter finns listade i Catalogue of Life.